# 藤原為継
藤原 為継（ふじわら の ためつぐ、建永元年（1206年） - 文永2年5月20日（1265年7月4日））は、鎌倉時代の公家・画家・歌人。初名は為忠。藤原北家国経流、左京権大夫・藤原信実の長男。官位は従三位・左京権大夫。法性寺三位と号す。

## 経歴
中務大輔・左京権大夫を経て、正嘉2年（1258年）従三位に叙せられ、大納言・藤原国経の子孫として初めて公卿に昇った。文永2年（1265年）5月20日薨去。享年60。
画家としての活動は明らかでないが、勅撰歌人として『続後撰和歌集』（2首）以下の勅撰和歌集に和歌作品18首が採録されている。

## 官歴
『公卿補任』による。
- 時期不詳：中務大輔[2]。左京権大夫
- 正嘉2年（1258年）正月13日：従三位、元左京権大夫
- 文永2年（1265年） 5月20日：薨去[2]

## 系譜
『尊卑分脈』による。
- 父：藤原信実
- 母：不詳
- 生母不詳の子女
  - 男子：藤原伊信
  - 男子：藤原守雅
  - 男子：藤原知継
  - 男子：継尊
  - 男子：行顕
  - 男子：為親
  - 男子：寂性
  - 女子：安嘉門院大弐 - 正親町三条実任母